# Slaget vid Fort Sumter
Slaget vid Fort Sumter utkämpades mellan den 12 och 14 april 1861 och var den första drabbningen under amerikanska inbördeskriget. Slaget inleddes när konfedererade trupper angrep fästningen Fort Sumter utanför Charleston, South Carolina. Efter tre dagars belägring kapitulerade garnisonen och överlämnade fästningen till sydstaterna.

## Slaget
När det blev känt att South Carolina skulle utträda ur unionen begärde befälhavaren för de konfererade styrkorna i Charleston, brigadgeneral P.G.T. Beauregard, att Fort Sumter skulle överlämnas till sydstaterna.
Då detta avisades inledde konfedererade styrkor bombardemanget av fästningen klockan 04:30 den 12 april. Efter tre dagars artilleribeskjutning beslutade sig fästningens kommendant, major Robert Anderson, för att kapitulera.
Trots att inga människoliv gick förlorade under denna första strid mellan nord- och sydstaterna, dog två unionssoldater och fyra skadades, då ammunition exploderade vid salutskjutningen vid kapitulationen.